# Un cas de divorce
Un cas de divorce est une nouvelle de Guy de Maupassant, parue en 1886.

## Historique
Un cas de divorce est initialement publiée dans la revue Gil Blas du 31 août 1886, puis dans le recueil L'Inutile Beauté en 1890.

## Résumé
Pour plaider le divorce de Mme Chassel, son avocat cite plusieurs passages du journal intime de son mari.
Les lectures des passages du journal intime de M. Chassel révèlent au lecteur et aux juges que celui-ci éprouve un amour irraisonné pour les fleurs.
Au début du journal, avant l’union de M. Chassel et de la future Mme Chassel, celui-ci décrit son utopie, une terre de beauté sans souillures. Il voit ensuite sa future épouse et en tombe amoureux, la sentant d’une race supérieure à celle des autres femmes.
Mais après le mariage, M. Chassel se rend compte que ce n’est pas l’amour qui l’a poussé vers Mme Chassel mais « l’imbécile emportement qui pousse le mâle vers la femelle ». Il se lasse de sa femme tout de suite et n’éprouve plus que dégoût en la regardant.
Son amour pour les fleurs grandit encore et encore. Il décrit comment elles « l’accueillent » quand il entre dans la serre. Il décrit aussi leurs yeux et le « rose qui mouille leurs lèvres de désir ».
M. Chassel est dendrophile.
Étant donné l’état mental de M. Chassel, l’avocat de Mme Chassel trouve donc légitime que sa cliente demande le divorce et l’obtienne.

## Éditions
- 1886 -  Un cas de divorce, dans Gil Blas.
- 1890 -  Un cas de divorce, dans L'Inutile Beauté, recueil paru chez l’éditeur Victor Havard.
- 1979 -  Un cas de divorce, dans Maupassant, Contes et Nouvelles, tome II, texte établi et annoté par Louis Forestier, éditions Gallimard, Bibliothèque de la Pléiade.